# Leszek Kołakowski

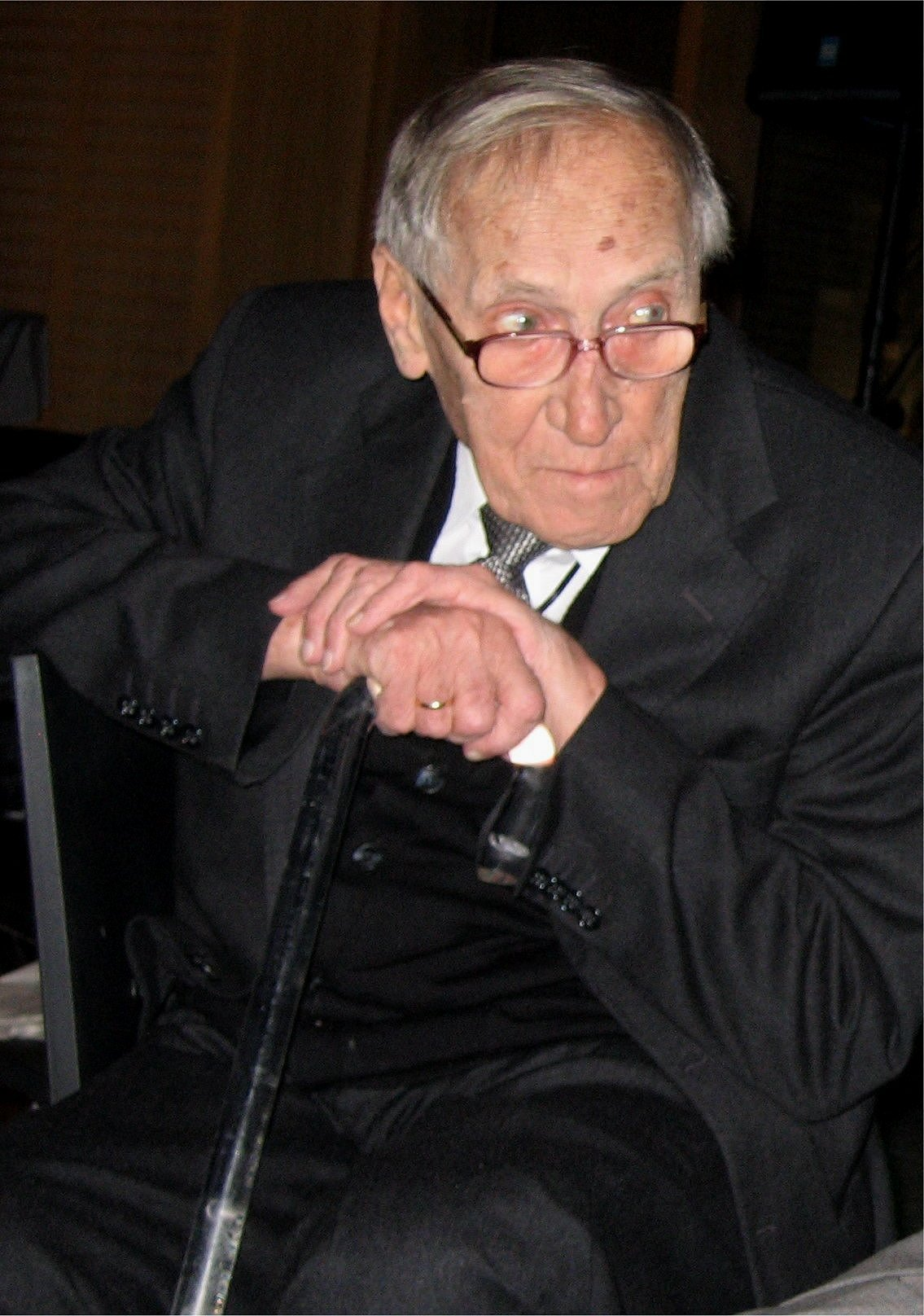
Leszek Kołakowski Varsóvia (Polônia), 23 de outubro de 2007

Leszek Kołakowski (Radom, Polônia, 23 de outubro de 1927 — Oxford, Inglaterra, 17 de julho de 2009) foi um eminente filósofo e historiador polonês. Foi mais conhecido por suas análises críticas do marxismo, particularmente por sua famosa obra histórica em três volumes, As principais correntes do marxismo.

## Biografia
Kołakowski nasceu em Radom, Polônia. Ele não gostava da educação formal durante a ocupação alemã da Polônia (1939-1945) na Segunda Guerra Mundial, porém ele lia livros e tinha aulas particulares ocasionais, passando seus exames de conclusão escolar como um estudante externo no sistema escolar. Depois da guerra, ele estudou filosofia na Universidade de Łódź. No final da década de 40, era óbvio que ele era uma das mentes polonesas mais brilhantes de sua geração, e em 1953 obteve um doutorado na Universidade de Varsóvia com uma tese sobre Baruch Spinoza na qual ele via Espinosa do ponto de vista marxista. Foi professor e diretor do departamento de história da filosofia da Universidade de Varsóvia de 1959 a 1968.
Durante a juventude, Kołakowski tornou-se comunista. No período de 1947 a 1966 foi membro do Partido Operário Unificado Polaco. Sua promessa intelectual lhe rendeu uma viagem a Moscou em 1950, onde ele viu o comunismo na prática e achou repulsivo. Ele rompeu com o stalinismo, tornando-se um "marxista revisionista" defendendo uma interpretação humanista de Marx. Um ano após o Outubro Polaco, Kołakowski publicou uma crítica de quatro partes dos dogmas soviético-marxistas, incluindo o determinismo histórico, no periódico polonês Nowa Kultura. A sua conferência pública na Universidade de Varsóvia, no décimo aniversário do Outubro Polaco, levou à sua expulsão do Partido Operário Unificado da Polônia. No curso da crise política polonesa de 1968, ele perdeu o emprego na Universidade de Varsóvia e foi impedido de obter qualquer outro cargo acadêmico.
Ele chegou à conclusão de que a crueldade totalitária do stalinismo não era uma aberração, mas sim um produto final lógico do marxismo, cuja genealogia ele examinou em seu monumental As Principais Correntes do Marxismo, sua principal obra, publicada em 1976-1978.

## Artigos
- «My Correct Views On Everything: A Rejoinder to Edward Thompson's "Open Letter to Leszek Kolakowski» (PDF). ,Socialist Register, 1974
- «How to Be a Conservative-Liberal-Socialist». www.mrbauld.com
- «The Alienation of Reason (Extract)». www.autodidactproject.org
- «The Death of Utopia Reconsidered» (PDF). (em formato PDF)

## Resenhas
- Judt, Tony. "Goodbye to All That?" em The New York Review of Books, Vol. 53, No. 14, September 21, 2006 (resenha-ensaio sobre a obra Main Currents of Marxism: The Founders, the Golden Age, the Breakdown de Leszek Kołakowski, traduzida do polonês para o inglês por P. S. Falla. Norton, 2005, ISBN 0393060543; My Correct Views on Everything de Leszek Kolakowski, editada por Zbigniew Janowski. St. Augustine's, 2004, ISBN 1587315254; Karl Marx ou l'esprit du monde por Jacques Attali. Paris: Fayard, 2005, ISBN 2213624917)
- «Leszek Kolakowski and the Anatomy of Totalitarianism». Roger Kimball
- «Main Currents of Kolakowski». Zbigniew Janowski